# فاهو
ڤاهو أو  باهو (بالإسبانية: ('va.o) أو ('ba.o)، هو عبارة عن مزيج من اللحم وموز الطبخ موز الجنة والبفرة المطبوخ في أوراق الموز. وهو طبق نيكاراغواي تقليدي ويعتبر مزيج من الثقافات التي عاشت في تلك البلاد.

## عن الطبق
يتم تقديم الڤاهو مع إنسالادا دي ريبولو وسلطة الملفوف والطماطم المصنوعة من الخل وعصير الليمون / الليمون الحامض. يتم تقديم الطبق بحيث توضع السلطة فوق اللحم واليوكا والموز. عادة ما يكون اللحم المستخدم في صنع هذا الطبق هو لحم الصدر (لحم بقر). بالنسبة لبعض العائلات، فهو طبق تقليدي خاص بيوم الأحد. يتم تقديمه أيضًا في العديد من المطاعم. 